# Герхард Домагк
Ге́рхард Йога́ннес Па́уль До́магк (нім. Gerhard Johannes Paul Domagk; 30 жовтня, 1895, Лагові — 24 квітня, 1964, Бургберг) — німецький патолог і бактеріолог, лауреат Нобелівської премії з фізіології або медицини за 1939 рік із формулюванням «за відкриття антибактеріального ефекту пронтозила».

## Біографія
Герхард Домагк народився в Лагові (Бранденбург) в родині директора школи. До 14 років він ходив до школи міста Зоммерфельд (нині Любсько). У Кільському університеті він навчався на медичному напрямку, але з початком війни пішов служити добровольцем. У грудні 1914 року він був поранений і служив до кінця війни як військовий медик. Після війни він закінчив навчання і працював в університеті Грайфсвальда, де вивчав бактеріальні інфекційні захворювання. У 1925 році він, слідом за своїм науковим керівником Вальтером Гроссом перейшов у Мюнстерський університет, де одержав професорське звання. Також він отримав посаду в лабораторії Bayer у Вупперталі. У тому ж році він одружився з Гертрудою Штрюбе, у них народилося троє синів і дочка.
Домагк був призначений на посаду директора Інституту патології і бактеріології компанії Bayer, де продовжив дослідження Джозефа Клярера і Фрітца Міцша, засновані на роботах Пауля Ерліха. Ці дослідження стосувалися використання барвників (основного продукту компанії IG Farben) як антибіотиків. Домагк виявив, що сульфаніламід пронтозил (en) є ефективним засобом проти стрептококу; за допомогою цього засобу майбутній нобелівський лауреат, у тому числі, вилікував свою дочку, запобігши ампутацію її руки.
У 1939 році Герхард Домагк отримав Нобелівську премію з фізіології або медицини з формулюванням «за відкриття антибактеріального ефекту пронтозилу». Однак влада третього рейху змусила його відмовитися від премії, а гестапо помістило його під арешт на тиждень.

Сульфонаміди стали революційним засобом свого часу, проте пізніше їм на заміну прийшов пеніцилін, що володів більшою ефективністю і менш вираженими побічними ефектами (сульфонаміди можуть служити причиною сечокам'яної хвороби і викликати зміни у кістковому мозку). Дослідження Домагка привели до розробки протитуберкульозних ліків тіосемикарбазиду і ізоніазиду, за допомогою яких вдалося запобігти епідемії туберкульозу, що охопила Європу після Другої світової війни.
Після війни, у 1947 році, Домагк все ж таки отримав Нобелівську премію, але без грошової частини, оскільки термін виплати до того часу минув.
Згодом Домагк змінив область своїх досліджень, зайнявшись вивченням туберкульозу і застосуванням хіміотерапії у лікуванні онкологічних захворювань. 

Вчений помер у містечку Бургберг поблизу Кенігсфельду у 1964 році.